# Temporada da NFL de 2003
A Temporada de 2003 da NFL é a 84ª temporada regular da liga estadunidense de futebol americano, a National Football League. A temporada regular ocorreu entre 3 de setembro de 2003 a 28 de dezembro. Devido a danos causados por um incêndio, o Qualcomm Stadium foi usado como abrigo de emergência, e desta maneira o jogo Miami Dolphins e San Diego Chargers marcado para 27 de outubro foi disputado no Sun Devil Stadium, a casa do Arizona Cardinals.
Os playoffs começaram em 3 de janeiro de 2004. O título foi eventualmente ganho pelo New England Patriots com sua vitória sobre o Carolina Panthers no Super Bowl XXXVIII no Reliant Stadium em Houston, Texas em 1 de fevereiro.

## Classificação
V = Vitórias, D = Derrotas, E = Empates, PCT = porcentagem de vitórias, PF= Pontos feitos, PS = Pontos sofridos
Classificados para os playoff estão marcados em verde
| AFC East                 |    |    |   |      |     |     |
| Time                     | V  | D  | E | PCT  | PF  | PS  |
| (1) New England Patriots | 14 | 2  | 0 | .875 | 348 | 238 |
| Miami Dolphins           | 10 | 6  | 0 | .625 | 311 | 261 |
| Buffalo Bills            | 6  | 10 | 0 | .375 | 243 | 279 |
| New York Jets            | 6  | 10 | 0 | .375 | 283 | 299 |
| AFC North                |    |    |   |      |     |     |
| Time                     | V  | D  | E | PCT  | PF  | PS  |
| (4) Baltimore Ravens     | 10 | 6  | 0 | .625 | 391 | 281 |
| Cincinnati Bengals       | 8  | 8  | 0 | .500 | 346 | 384 |
| Pittsburgh Steelers      | 6  | 10 | 0 | .375 | 300 | 327 |
| Cleveland Browns         | 5  | 11 | 0 | .312 | 254 | 322 |
| AFC South                |    |    |   |      |     |     |
| Time                     | V  | D  | E | PCT  | PF  | PS  |
| (3) Indianapolis Colts   | 12 | 4  | 0 | .750 | 447 | 336 |
| (5) Tennessee Titans     | 12 | 4  | 0 | .750 | 435 | 324 |
| Jacksonville Jaguars     | 5  | 11 | 0 | .312 | 276 | 331 |
| Houston Texans           | 5  | 11 | 0 | .312 | 255 | 380 |
| AFC West                 |    |    |   |      |     |     |
| Time                     | V  | D  | E | PCT  | PF  | PS  |
| (2) Kansas City Chiefs   | 13 | 3  | 0 | .812 | 484 | 332 |
| (6) Denver Broncos       | 10 | 6  | 0 | .625 | 381 | 301 |
| Oakland Raiders          | 4  | 12 | 0 | .250 | 270 | 379 |
| San Diego Chargers       | 4  | 12 | 0 | .250 | 313 | 441 |

| NFC East                |    |    |   |      |     |     |
| Time                    | V  | D  | E | PCT  | PF  | PS  |
| (1) Philadelphia Eagles | 12 | 4  | 0 | .750 | 374 | 287 |
| (6) Dallas Cowboys      | 10 | 6  | 0 | .625 | 289 | 260 |
| Washington Redskins     | 5  | 11 | 0 | .312 | 287 | 372 |
| New York Giants         | 4  | 12 | 0 | .250 | 243 | 387 |
| NFC North               |    |    |   |      |     |     |
| Time                    | V  | D  | E | PCT  | PF  | PS  |
| (4) Green Bay Packers   | 10 | 6  | 0 | .625 | 442 | 307 |
| Minnesota Vikings       | 9  | 7  | 0 | .562 | 416 | 353 |
| Chicago Bears           | 7  | 9  | 0 | .438 | 283 | 346 |
| Detroit Lions           | 5  | 11 | 0 | .312 | 270 | 379 |
| NFC South               |    |    |   |      |     |     |
| Time                    | V  | D  | E | PCT  | PF  | PS  |
| (3) Carolina Panthers   | 11 | 5  | 0 | .688 | 325 | 304 |
| New Orleans Saints      | 8  | 8  | 0 | .500 | 340 | 326 |
| Tampa Bay Buccaneers    | 7  | 9  | 0 | .438 | 301 | 264 |
| Atlanta Falcons         | 5  | 11 | 0 | .312 | 299 | 422 |
| NFC West                |    |    |   |      |     |     |
| Time                    | V  | D  | E | PCT  | PF  | PS  |
| (2) St. Louis Rams      | 12 | 4  | 0 | .750 | 447 | 328 |
| (5) Seattle Seahawks    | 10 | 6  | 0 | .625 | 404 | 327 |
| San Francisco 49ers     | 7  | 9  | 0 | .438 | 384 | 337 |
| Arizona Cardinals       | 4  | 12 | 0 | .250 | 225 | 452 |

### Desempate
- Indianapolis terminou a frente de Tennessee na AFC South pois venceu no confronto direto (2-0).

- Denver terminou em sexto na AFC ao invés de Miami baseado em uma campanha melhor dentro da conferência (9-3 contra 7-5).

- Buffalo terminou a frente do N.Y. Jets na AFC East baseado em uma campanha melhor dentro da divisão (2-4 contra 1-5).

- Jacksonville terminou a frente de Houston na AFC South baseado em uma campanha melhor dentro da divisão (2-4 contra 1-5).

- Oakland terminou a frente de San Diego na AFC West baseado em uma campanha melhor dentro da conferência (3-9 contra 2-10).

- Philadelphia terminou em primeiro na NFC ao invés de St. Louis baseado em uma campanha melhor dentro da conferência (9-3 contra 8-4).

- Seattle terminou em quinto na NFao invés de Dallas baseado em um maior percentual de vitórias (.406 contra .388).

## Playoffs
|  |                                        |                                        |                                        |                    |                    |                                   |                                         |                                   |                                         |                                         |                                         |                                  |                                  |                                  |  |  |  |  |
|  | 3 de janeiro - Bank of America Stadium | 3 de janeiro - Bank of America Stadium | 3 de janeiro - Bank of America Stadium |                    |                    | 10 de janeiro - Edward Jones Dome | 10 de janeiro - Edward Jones Dome       | 10 de janeiro - Edward Jones Dome |                                         |                                         |                                         |                                  |                                  |                                  |  |  |  |  |
|  | 3 de janeiro - Bank of America Stadium | 3 de janeiro - Bank of America Stadium | 3 de janeiro - Bank of America Stadium |                    |                    | 10 de janeiro - Edward Jones Dome | 10 de janeiro - Edward Jones Dome       | 10 de janeiro - Edward Jones Dome |                                         |                                         |                                         |                                  |                                  |                                  |  |  |  |  |
|  | 3 de janeiro - Bank of America Stadium | 3 de janeiro - Bank of America Stadium | 3 de janeiro - Bank of America Stadium |                    |                    | 10 de janeiro - Edward Jones Dome | 10 de janeiro - Edward Jones Dome       | 10 de janeiro - Edward Jones Dome |                                         |                                         |                                         |                                  |                                  |                                  |  |  |  |  |
|  | 3 de janeiro - Bank of America Stadium | 3 de janeiro - Bank of America Stadium | 3 de janeiro - Bank of America Stadium |                    |                    | 10 de janeiro - Edward Jones Dome | 10 de janeiro - Edward Jones Dome       | 10 de janeiro - Edward Jones Dome |                                         |                                         |                                         |                                  |                                  |                                  |  |  |  |  |
|  | 6                                      | Dallas                                 | 10                                     |                    |                    | 10 de janeiro - Edward Jones Dome | 10 de janeiro - Edward Jones Dome       | 10 de janeiro - Edward Jones Dome |                                         |                                         |                                         |                                  |                                  |                                  |  |  |  |  |
|  | 6                                      | Dallas                                 | 10                                     | 3                  | Carolina           | 29**                              |                                         |                                   |                                         |                                         |                                         |                                  |                                  |                                  |  |  |  |  |
|  | 3                                      | Carolina                               | 29                                     | 3                  | Carolina           | 29**                              |                                         |                                   | 18 de janeiro - Lincoln Financial Field | 18 de janeiro - Lincoln Financial Field | 18 de janeiro - Lincoln Financial Field |                                  |                                  |                                  |  |  |  |  |
|  | 3                                      | Carolina                               | 29                                     | 2                  | St. Louis          | 23                                |                                         |                                   | 18 de janeiro - Lincoln Financial Field | 18 de janeiro - Lincoln Financial Field | 18 de janeiro - Lincoln Financial Field |                                  |                                  |                                  |  |  |  |  |
|  |                                        |                                        |                                        | 2                  | St. Louis          | 23                                |                                         |                                   | 18 de janeiro - Lincoln Financial Field | 18 de janeiro - Lincoln Financial Field | 18 de janeiro - Lincoln Financial Field |                                  |                                  |                                  |  |  |  |  |
|  | NFC                                    |                                        |                                        |                    |                    |                                   |                                         |                                   | 18 de janeiro - Lincoln Financial Field | 18 de janeiro - Lincoln Financial Field | 18 de janeiro - Lincoln Financial Field |                                  |                                  |                                  |  |  |  |  |
|  | 4 de janeiro - Lambeau Field           | 4 de janeiro - Lambeau Field           | 4 de janeiro - Lambeau Field           | 3                  | Carolina           | 14                                |                                         |                                   |                                         |                                         |                                         |                                  |                                  |                                  |  |  |  |  |
|  | 4 de janeiro - Lambeau Field           | 4 de janeiro - Lambeau Field           | 4 de janeiro - Lambeau Field           | 3                  | Carolina           | 14                                | 11 de janeiro - Lincoln Financial Field |                                   |                                         |                                         |                                         |                                  |                                  |                                  |  |  |  |  |
|  | 4 de janeiro - Lambeau Field           | 4 de janeiro - Lambeau Field           | 4 de janeiro - Lambeau Field           |                    | 1                  | Philadelphia                      | 3                                       |                                   |                                         |                                         |                                         |                                  |                                  |                                  |  |  |  |  |
|  | 4 de janeiro - Lambeau Field           | 4 de janeiro - Lambeau Field           | 4 de janeiro - Lambeau Field           |                    | 1                  | Philadelphia                      | 3                                       |                                   |                                         |                                         |                                         |                                  |                                  |                                  |  |  |  |  |
|  | 5                                      | Seattle                                | 27                                     | Campeão da NFC     | Campeão da NFC     | Campeão da NFC                    |                                         |                                   |                                         |                                         |                                         |                                  |                                  |                                  |  |  |  |  |
|  | 5                                      | Seattle                                | 27                                     | Campeão da NFC     | Campeão da NFC     | Campeão da NFC                    | 4                                       | Green Bay                         | 17                                      |                                         |                                         |                                  |                                  |                                  |  |  |  |  |
|  | 4                                      | Green Bay                              | 33*                                    | Campeão da NFC     | Campeão da NFC     | Campeão da NFC                    | 4                                       | Green Bay                         | 17                                      |                                         |                                         | 1 de fevereiro - Reliant Stadium | 1 de fevereiro - Reliant Stadium | 1 de fevereiro - Reliant Stadium |  |  |  |  |
|  | 4                                      | Green Bay                              | 33*                                    | Campeão da NFC     | Campeão da NFC     | Campeão da NFC                    | 1                                       | Philadelphia                      | 20*                                     |                                         |                                         | 1 de fevereiro - Reliant Stadium | 1 de fevereiro - Reliant Stadium | 1 de fevereiro - Reliant Stadium |  |  |  |  |
|  | Playoffs de Wild Card                  |                                        |                                        |                    |                    |                                   | 1                                       | Philadelphia                      | 20*                                     |                                         |                                         | 1 de fevereiro - Reliant Stadium | 1 de fevereiro - Reliant Stadium | 1 de fevereiro - Reliant Stadium |  |  |  |  |
|  | Playoffs de Divisão                    |                                        |                                        |                    |                    |                                   |                                         |                                   |                                         |                                         |                                         | 1 de fevereiro - Reliant Stadium | 1 de fevereiro - Reliant Stadium | 1 de fevereiro - Reliant Stadium |  |  |  |  |
|  | 4 de janeiro - RCA Dome                | 4 de janeiro - RCA Dome                | 4 de janeiro - RCA Dome                | N3                 | Carolina           | 29                                |                                         |                                   |                                         |                                         |                                         |                                  |                                  |                                  |  |  |  |  |
|  | 4 de janeiro - RCA Dome                | 4 de janeiro - RCA Dome                | 4 de janeiro - RCA Dome                | N3                 | Carolina           | 29                                | 11 de janeiro - Arrowhead Stadium       |                                   |                                         |                                         |                                         |                                  |                                  |                                  |  |  |  |  |
|  | 4 de janeiro - RCA Dome                | 4 de janeiro - RCA Dome                | 4 de janeiro - RCA Dome                |                    | A1                 | New England                       | 32                                      |                                   |                                         |                                         |                                         |                                  |                                  |                                  |  |  |  |  |
|  | 4 de janeiro - RCA Dome                | 4 de janeiro - RCA Dome                | 4 de janeiro - RCA Dome                |                    | A1                 | New England                       | 32                                      |                                   |                                         |                                         |                                         |                                  |                                  |                                  |  |  |  |  |
|  | 6                                      | Denver                                 | 10                                     | Super Bowl XXXVIII | Super Bowl XXXVIII | Super Bowl XXXVIII                |                                         |                                   |                                         |                                         |                                         |                                  |                                  |                                  |  |  |  |  |
|  | 6                                      | Denver                                 | 10                                     | Super Bowl XXXVIII | Super Bowl XXXVIII | Super Bowl XXXVIII                | 3                                       | Indianapolis                      | 38                                      |                                         |                                         |                                  |                                  |                                  |  |  |  |  |
|  | 3                                      | Indianapolis                           | 41                                     | Super Bowl XXXVIII | Super Bowl XXXVIII | Super Bowl XXXVIII                | 3                                       | Indianapolis                      | 38                                      |                                         |                                         | 18 de janeiro - Gillette Stadium | 18 de janeiro - Gillette Stadium | 18 de janeiro - Gillette Stadium |  |  |  |  |
|  | 3                                      | Indianapolis                           | 41                                     | Super Bowl XXXVIII | Super Bowl XXXVIII | Super Bowl XXXVIII                | 2                                       | Kansas City                       | 31                                      |                                         |                                         | 18 de janeiro - Gillette Stadium | 18 de janeiro - Gillette Stadium | 18 de janeiro - Gillette Stadium |  |  |  |  |
|  |                                        |                                        |                                        |                    |                    |                                   | 2                                       | Kansas City                       | 31                                      |                                         |                                         | 18 de janeiro - Gillette Stadium | 18 de janeiro - Gillette Stadium | 18 de janeiro - Gillette Stadium |  |  |  |  |
|  | AFC                                    |                                        |                                        |                    |                    |                                   |                                         |                                   |                                         |                                         |                                         | 18 de janeiro - Gillette Stadium | 18 de janeiro - Gillette Stadium | 18 de janeiro - Gillette Stadium |  |  |  |  |
|  | 3 de janeiro - M&T Bank Stadium        | 3 de janeiro - M&T Bank Stadium        | 3 de janeiro - M&T Bank Stadium        | 3                  | Indianapolis       | 14                                |                                         |                                   |                                         |                                         |                                         |                                  |                                  |                                  |  |  |  |  |
|  | 3 de janeiro - M&T Bank Stadium        | 3 de janeiro - M&T Bank Stadium        | 3 de janeiro - M&T Bank Stadium        | 3                  | Indianapolis       | 14                                | 10 de janeiro - Gillette Stadium        |                                   |                                         |                                         |                                         |                                  |                                  |                                  |  |  |  |  |
|  | 3 de janeiro - M&T Bank Stadium        | 3 de janeiro - M&T Bank Stadium        | 3 de janeiro - M&T Bank Stadium        |                    | 1                  | New England                       | 24                                      |                                   |                                         |                                         |                                         |                                  |                                  |                                  |  |  |  |  |
|  | 3 de janeiro - M&T Bank Stadium        | 3 de janeiro - M&T Bank Stadium        | 3 de janeiro - M&T Bank Stadium        |                    | 1                  | New England                       | 24                                      |                                   |                                         |                                         |                                         |                                  |                                  |                                  |  |  |  |  |
|  | 5                                      | Tennessee                              | 20                                     | Campeão da AFC     | Campeão da AFC     | Campeão da AFC                    |                                         |                                   |                                         |                                         |                                         |                                  |                                  |                                  |  |  |  |  |
|  | 5                                      | Tennessee                              | 20                                     | Campeão da AFC     | Campeão da AFC     | Campeão da AFC                    | 5                                       | Tennessee                         | 14                                      |                                         |                                         |                                  |                                  |                                  |  |  |  |  |
|  | 4                                      | Baltimore                              | 17                                     | Campeão da AFC     | Campeão da AFC     | Campeão da AFC                    | 5                                       | Tennessee                         | 14                                      |                                         |                                         |                                  |                                  |                                  |  |  |  |  |
|  | 4                                      | Baltimore                              | 17                                     | Campeão da AFC     | Campeão da AFC     | Campeão da AFC                    | 1                                       | New England                       | 17                                      |                                         |                                         |                                  |                                  |                                  |  |  |  |  |
|  |                                        |                                        |                                        |                    |                    |                                   | 1                                       | New England                       | 17                                      |                                         |                                         |                                  |                                  |                                  |  |  |  |  |

 * Indiaca vitória na prorrogação
 ** Indiaca vitória depois de duas prorrogações

### AFC
- Jogos de Wild-Card: Tennessee 20, BALTIMORE 17; INDIANAPOLIS 41, Denver 10

- Playoffs de divisão: NEW ENGLAND 17, Tennessee 14; Indianapolis 38, KANSAS CITY 31

- AFC Championship: NEW ENGLAND 24, Indianapolis 14 no Gillette Stadium, Foxborough, Massachusetts, 18 de janeiro de 2004

### NFC
- Jogos de Wild-Card: CAROLINA 29, Dallas 10; GREEN BAY 33, Seattle 27 (2OT)

- Playoffs de divisão: CAROLINA 29, St. Louis 23 (2OT); PHILADELPHIA 20, Green Bay 17 (OT)

- NFC Championship: CAROLINA 14, Philadelphia 3 no Lincoln Financial Field, Filadélfia, Pensilvânia, 18 de janeiro de 2004

### Super Bowl
- Super Bowl XXXVIII: New England (AFC) 32, Carolina (NFC) 29 no Reliant Stadium, Houston, Texas, 1 de fevereiro de 2004

## Marcas importantes
Os seguintes times e jogadores quebraram recordes da NFL durante esta temporada:
| Recorde                                                   | Jogador/Time                    | Data/Oponente                 | Antigo recorde                                                   |
| --------------------------------------------------------- | ------------------------------- | ----------------------------- | ---------------------------------------------------------------- |
| Maior número de touchdowns, temporada                     | Priest Holmes, Kansas City (27) | N/A                           | Marshall Faulk, St. Louis, 2000 (26)                             |
| Maior número de jardas terrestres, jogo                   | Jamal Lewis, Baltimore (295)    | 14 de setembro, vs. Cleveland | Corey Dillon, Cincinnati vs. Denver, 22 de outubro de 2000 (278) |
| Maior número consecutivo de field goals acertados         | Mike Vanderjagt, Indianapolis   | 28 de dezembro, em Houston    | Gary Anderson, 1997-98 (40)                                      |
| Maior sequência de derrotas fora de casa                  | Detroit Lions                   | 21 de dezembro, vs. Carolina  | Houston Oilers, 1981-84 (23)                                     |
| Maior número de jogos consecutivos com pelo menos um sack | Tampa Bay Buccaneers (69)       | 9 de novembro 2003            | Dallas Cowboys (68)                                              |

## Lideres em estatísticas na Temporada Regular

### Time
| Pontos marcados                 | Kansas City Chiefs (484)   |
| Total de jardas                 | Minnesota Vikings (6 294)  |
| Jardas terrestres               | Baltimore Ravens (2 674)   |
| Jardas aéreas                   | Indianapolis Colts (4 179) |
| Menos pontos cedidos            | New England Patriots (238) |
| Menos jardas cedidas            | Dallas Cowboys (4 056)     |
| Menos jardas terrestres cedidas | Tennessee Titans (1 295)   |
| Menos jardas aéreas cedidas     | Dallas Cowboys (2 631)     |

### Individual
| Pontos                       | Jeff Wilkins, St. Louis (163 pontos)                       |
| Touchdowns                   | Priest Holmes, Kansas City (27 TDs)                        |
| Mais field goals feitos      | Jeff Wilkins, St. Louis (39 FGs)                           |
| Jardas terrestres            | Jamal Lewis, Baltimore (2 066 jardas)                      |
| Rating                       | Steve McNair, Tennessee (100,4 rating)                     |
| Passes para touchdown        | Brett Favre, Green Bay (32 TDs)                            |
| Recepções                    | Torry Holt, St. Louis (117 catches)                        |
| Jardas recebidas             | Torry Holt, St. Louis (1,696)                              |
| Jardas por retorno (Punt)    | Dante Hall, Kansas City (16,3 média de jardas)             |
| Jardas por retorno (Kickoff) | Jerry Azumah, Chicago (29,0 média de jardas)               |
| Interceptações               | Brian Russell, Minnesota e Tony Parrish, San Francisco (9) |
| Jardas por Punt              | Shane Lechler, Oakland (46,9 média de jardas)              |
| Sacks                        | Michael Strahan, New York Giants (18.5)                    |

## Prêmios
| Jogador Mais Valioso                                             | Peyton Manning, Quarterback, Indianapolis e Steve McNair, Quarterback, Tennessee Titans |
| NFL Coach of the Year (Treinador do Ano)                         | Bill Belichick, New England                                                             |
| NFL Offensive Player of the Year                                 | Jamal Lewis, Running back, Baltimore                                                    |
| NFL Defensive Player of the Year (Jogador Defensivo do Ano)      | Ray Lewis, Linebacker, Baltimore                                                        |
| NFL Offensive Rookie of the Year (Novato Ofensivo do Ano)        | Anquan Boldin, Wide Receiver, Arizona                                                   |
| NFL Defensive Rookie of the Year Award (Novato Defensivo do Ano) | Terrell Suggs, Linebacker, Baltimore                                                    |
| NFL Comeback Player of the Year                                  | Jon Kitna, Quarterback, Cincinnati                                                      |